# Joris Van Hout
Joris van Hout (ur. 10 stycznia 1977 w Mol) – belgijski piłkarz występujący na pozycji napastnika. W czasie swojej kariery zawodniczej mierzył 186 centymetrów oraz ważył 76 kilogramów

## Życiorys
Swoją piłkarską karierę zaczynał w Dessel Sport, gdzie występował przez 5 sezonów, a następnie przeniósł się do KV Mechelen i rozegrał tam 3 sezony (w każdym po 33 mecze). W 2001 roku, po spadku Mechelen do 2 ligi Joris przeszedł do Anderlechtu i to był jego ostatni klub przed wyjazdem do Niemiec. Pierwszym jego klubem w Niemczech była Borussia Mönchengladbach, do której przeszedł z Brukseli za 500 000 euro. W Bundeslidze debiutował 10 sierpnia, w meczu z Bayernem Monachium. Zszedł z boiska w 77. minucie spotkania. Natomiast w 3 kolejce van Hout strzelił swojego pierwszego gola w barwach Borussii. Był to mecz przeciwko 1. FC Kaiserslautern, a Belg wpisał się na listę strzelców w 23. minucie. W Mönchengladbach rozegrał jeszcze dwa sezony, po czym został zawodnikiem VfL Bochum, grającego wówczas w 2. Bundeslidze. Jednak piłkarze Marcela Kollera szybko awansowali z powrotem w szeregi Bundesligi. Latem 2007 roku Van Hout przeszedł do KVC Westerlo. W latach 2012–2014 grał ponownie w Dessel Sport.

## Kariera w liczbach
| Sezon   | Klub                     | Kraj   | Flaga  | Rozgrywki     | Mecze | Bramki |
| ------- | ------------------------ | ------ | ------ | ------------- | ----- | ------ |
| 1993/94 | KFC Dessel Sport         | Belgia | Belgia | 4e klasse C   | 9     | 0      |
| 1994/95 | KFC Dessel Sport         | Belgia | Belgia | 4e klasse C   | 9     | 0      |
| 1995/96 | KFC Dessel Sport         | Belgia | Belgia | 3e klasse B   | 24    | 5      |
| 1996/97 | KFC Dessel Sport         | Belgia | Belgia | 3e klasse B   | 29    | 10     |
| 1997/98 | KFC Dessel Sport         | Belgia | Belgia | 2e National   | 33    | 7      |
| 1998/99 | KV Mechelen              | Belgia | Belgia | 2e National   | 33    | 17     |
| 1999/00 | KV Mechelen              | Belgia | Belgia | Eerste Klasse | 33    | 8      |
| 2000/01 | KV Mechelen              | Belgia | Belgia | Eerste Klasse | 33    | 8      |
| 2001/02 | RSC Anderlecht           | Belgia | Belgia | Eerste Klasse | 11    | 2      |
| 2002/03 | Borussia Mönchengladbach | Niemcy | Niemcy | Bundesliga    | 16    | 6      |
| 2003/04 | Borussia Mönchengladbach | Niemcy | Niemcy | Bundesliga    | 24    | 3      |
| 2004/05 | Borussia Mönchengladbach | Niemcy | Niemcy | Bundesliga    | 29    | 2      |
| 2005/06 | VfL Bochum               | Niemcy | Niemcy | 2. Bundesliga | 25    | 6      |
| 2006/07 | VfL Bochum               | Niemcy | Niemcy | Bundesliga    | 14    | 0      |
| 2007/08 | KVC Westerlo             | Belgia | Belgia | Eerste Klasse | 27    | 2      |
| 2008/09 | KVC Westerlo             | Belgia | Belgia | Eerste Klasse | 16    | 0      |
| 2009/10 | KVC Westerlo             | Belgia | Belgia | Eerste Klasse | 27    | 2      |
| 2010/11 | KVC Westerlo             | Belgia | Belgia | Eerste Klasse | 8     | 1      |
| 2011/12 | KVC Westerlo             | Belgia | Belgia | Eerste Klasse | 10    | 0      |
| 2011/12 | KFC Dessel Sport         | Belgia | Belgia | Derde Klasse  | 0     | 0      |
| 2012/13 | KFC Dessel Sport         | Belgia | Belgia | Tweede Klasse | 29    | 0      |
| 2013/14 | KFC Dessel Sport         | Belgia | Belgia | Tweede Klasse | 19    | 0      |